# Роньяно
Роньяно (італ. Rognano) — муніципалітет в Італії, у регіоні Ломбардія,  провінція Павія.
Роньяно розташоване на відстані близько 470 км на північний захід від Рима, 22 км на південний захід від Мілана, 13 км на північний захід від Павії.
Населення — 650 осіб (2014).

## Демографія
Населення за роками:

Станом на 1 січня 2023 року в муніципалітеті офіційно проживало 20 іноземців з 11 країн, серед них 3 громадяни країн Євросоюзу та 3 громадяни України.

## Сусідні муніципалітети
- Баттуда
- Казариле
- Джуссаго
- Трово
- Веллеццо-Белліні
- Вернате